# Kree
 (janvier 2025).
Si vous disposez d'ouvrages ou d'articles de référence ou si vous connaissez des sites web de qualité traitant du thème abordé ici, merci de compléter l'article en donnant les références utiles à sa vérifiabilité et en les liant à la section « Notes et références ».
Les Kree (« The Kree », brièvement connus comme les Ruul) ou l'empire Kree est le nom d'une race extraterrestre de fiction et d'une civilisation évoluant dans l'univers Marvel de la maison d'édition Marvel Comics. Créé par le scénariste Stan Lee et le dessinateur Jack Kirby, l'empire Kree apparaît pour la première fois dans le comic book Fantastic Four #65 en août 1967.

## Organisation des Kree
La race Kree est originaire de la planète Hala, dans le Grand Nuage de Magellan. Par la suite, l'empire Kree s'est étendu dans tout le nuage de Magellan sous l'autorité de son leader, l'être appelé l'Intelligence suprême (en) ou Supremor.
En apparence, les Kree ressemblent aux êtres humains, mis à part une partie d'entre eux qui possède une peau de couleur bleue. En raison de la gravité et de la composition chimique de l'air de leur monde natal Hala, qui sont différentes de celles la Terre, les Kree ont, sur Terre, une force plus importante que celle des humains, bien qu'ils ne puissent respirer l'air de la Terre sans aide.
Au sein de la race Kree, une distinction est faite entre les Kree à la « peau pure » (ceux qui ont la peau bleue) et leurs congénères à la peau blanche, les Kree à la peau bleue formant une petite, mais puissante minorité. À un moment donné dans le passé de cette race, l'évolution des Kree a été « gelée », ce qui a conduit les scientifiques Kree à expérimenter la génétique et le croisement avec d'autres races pour contrer ce manque d'évolution génétique. Ces expériences ont conduit à la création de la race des Inhumains sur Terre.
La race Kree commence à être connue des habitants de la Terre dans le cadre du conflit dit « guerre Kree-Skrull », une guerre interstellaire entre l'Empire Kree et l'empire Skrull voisin, qui implique l'équipe des super-héros humains les Vengeurs alors que les Kree et les Skrull s'affrontent pour le contrôle de la Terre. La guerre se termine à la suite des machinations de l'Intelligence suprême et du terrien Rick Jones, bien que des escarmouches entre les deux empires se soient poursuivies par la suite.

## Physiologie
Les Kree ressemblent aux humains mais ont la peau bleue. Ils sont plus forts toutefois et ont besoin d'azote pour respirer correctement. 
Une sous-espèce, très prolifique, à la peau rose, peut se faire passer pour des humains. Les Kree à peau rose (appelés « blancs ») sont désormais bien plus nombreux que les « bleus » (qui se considèrent comme des sangs purs, des nobles, et qui désapprouvent totalement la mixité raciale).
L'Intelligence suprême (en) mit en place un plan pour faire évoluer de nouveau sa race, en irradiant l'espèce Kree avec une Néga-bombe, tuant 90 % des Kree. Cependant, aucune évolution ne se réalisa. Plus tard, l'Intelligence Suprême, après la Guerre du Destin, acquis le cristal du destin et, grâce à ce cristal, fit évoluer les Kree qui se renommèrent les Ruul. Ces individus ont la peau grise et possèdent des tentacules faciaux. Certains d'entre eux possèdent un pouvoir génétique d'adaptation à leur environnement, en cas de besoin (respiration aquatique, etc.).

## Événements majeurs

### Origines
À l'origine, la planète-mère Hala abritait — fait rare — deux races dominantes. Tout d'abord, une race d'humanoïdes très proches de la race humaine, mais possédant une peau bleue, qui se nommèrent eux-mêmes les Kree, ayant fondé Kree-Lar, une cité à l’échelle d’une planète sur Hala. À leurs côtés, vivait une autre race d'origine végétale, les Cotatis, sans doute plus évoluée intellectuellement mais physiquement limitée en termes de mobilité. Cette race communiquait par télépathie. Compte tenu de la taille de la planète, les deux races vivent côte à côte, sans beaucoup d'interactions.
Il y a quelques millénaires, alors que la race Kree était arrivée, en termes d'évolution, à ce qui correspondrait à l'âge du bronze sur Terre, la planète fut visitée par une autre race extra-terrestre très évoluée, les Skrull. Race humanoïde descendant d'une race reptilienne, les Skrull, élargissaient depuis plusieurs siècles leur empire en englobant dans celui-ci les mondes moins avancés qu'ils rencontraient. En échange de leur technologie, ils s'assuraient l'allégeance de ces planètes, qui étaient ainsi conquises sans combat.
Arrivés sur Kree-Lar, les Skrull, pour la première fois de leur histoire se trouvaient face à un dilemme : quelle race, Kree ou Cotatis, aurait-elle le droit de bénéficier de la technologie Skrull ?
Les Skrull proposèrent un test pour déterminer quelle serait la race élue. Ils transportèrent des membres des deux races sur la Lune de la Terre où ils créèrent une arène, la Zone Bleue oxygénée, et laissèrent chaque race avec des ressources pour créer un projet. Les Kree construisirent une ville, les Cotatis un jardin. Une année plus tard, les Skrull revinrent et les Cotatis furent choisis. Jaloux, les Kree tuèrent tous les Skrull de l'expédition et volèrent leur vaisseau. Retournant sur Hala, ils commencèrent à s'emparer de la technologie Skrull.

## Personnages notables
- Le capitaine Mar-Vell (Captain Mar-Vell) venu espionner la planète Terre avec le colonel Yon-Rogg, son supérieur (tué par Mar-Vell après l'assassinat de Una, sa fiancée).
- Una, une femme médecin, fiancée de Captain Mar-Vell (tuée par le Colonel Yon-Rogg).
- L'Intelligence suprême (en) ou Supremor, le leader de la race Kree.
- Ronan l'Accusateur
- Sentry ou « Sentinelle 459 » (Sentry-459), robot envoyée sur Terre ; voir l’article anglophone Sentry (Kree).
- Noh-Varr, Marvel Boy V (Kree venant d'un univers parallèle).
- Ra-Venn, résistante contre la Phalanx (Conquest).
- Genis-Vell (Captain Marvel III) et Phyla-Vell (Captain Marvel IV), enfants de Mar-Vell et de l'éternelle Elysius
- Korath

## Autres membres
Ael-Dann, Ahmbar (Amber Watkins), Arides (Shatterstar), Att-Lass, Av-Rom, Bas-For, Bav-Tek, Bel-Dann, Bheton, Bron-Char, Bronek, Bun-Dall, Ciry, Dal, Dandre, Dan-Forr, Dantella, Dar-Benn, Dea-Sea, Devros, Dwi-Zann, Dylon-Cir, Eine, En-Vad, Fahr, Falzon, Fer-Por, Galen-Kor, Hal-Konn, Hav-Ak, Hez-Tarr, Hon-Sann, Jac'oyaa, Jella, Jenna, Jordann, Kaer-Linn, Kalum-Lo, Kam-Lorr, Kar-Sagg, Klaer, Klynn, Kni-Konn, Kona-Lor, Korath, "Leigh", "Levan, Lon-Lorr, Mac-Ronn, Malakii, Mar-Vell, Maston-Dar, Minn-Erva, M-Nell (Commando), Mon-Tog, Morag, Murius, Muz-Kott, Nenora, Nep'perr, Nera, Nos-Verr, Pap-Tonn, Phae-Dor, Phaht, Por-Bat, Primus, Ran-Deff, Rojett, Ronan, Sallen-Bei, Sals-Bek, Saria, Sar-Torr, Shatterax, Shym'r Sr, Shym'r Jr, Singhre (Shen-Garh), Sintaris, le Spectre, Sro-Himm, Staak, Sta-Ramm, Star-Lyn, Stug-Bar, Talla-Ron, Tallon, Tara, Tar-Rell, Tarnok-Kol, Tellis, Tir-Zarr, Tokk, Tol-Nok, Trigor, Tus-Katt, Tzu-Zana (Suzy Sherman, alias Ultragirl), Ultimus, Una, Una-Rogg, Uni, Visog, Vron-Ikka, Yon-Rogg, Zamsed, Zar-Ek, Zenna, Zen-Pram, Zey-Rogg, Zyro

## Groupes connus

### Front de résistance Kree
Le Front de résistance Kree est apparu pour la première fois dans X-Men Unlimited #5. C'est un groupe de Kree composé de Bav-Tek, Dantella, Malakii, Shym'r, Trigor et Visog. Ils souhaitent se libérer des Shi'ar.

### Prêtres de Pama
Les Prêtres de Pama sont apparus pour la première fois dans Avengers #123. Il est composé de Foster, L'ai Sau, Om-Fad, Son-Dar, Straker, Teress. C'est un groupe de pacifistes qui a entrainé Libra et Mantis.

### Starforce
La Starforce est une équipe de soldats Kree qui est apparue pour la première fois dans Avengers #346, en 1992. Elle est composée de Captain Atlas, Dr. Minerva, Korath, Ronan l'Accusateur, Shatterax, Supremor et Ultimus.
Elle fut rassemblée par l'Intelligence Suprême pendant la Guerre Kree-Shi'ar, pour lutter contre les Vengeurs, arrivés sur Hala pour trouver une solution diplomatique au conflit. Finalement, Deathbird tua les chefs Kree, ce qui amena l'Intelligence Suprême à retrouver sa place de commandement des Krees, et les Vengeurs furent faits prisonniers.
L'équipe, rejointe par Ronan, fut ensuite envoyée tuer Lilandra. Sur la planète royale Shi'ar, les Vengeurs s'allièrent avec la Garde Impériale Shi'ar pour battre Starforce. À la suite du combat, Lilandra condamna les Kree à mort, mais les Vengeurs s'y opposèrent et se retournèrent alors contre la Garde Impériale. Lilandra libéra Ultimus dans l'espoir qu'il mette un terme à la Guerre. Et l'équipe fut dissoute. On revit pourtant l'équipe face à Tantalus, dans Blackwulf #7.

## Apparition dans d'autres médias

### Cinéma

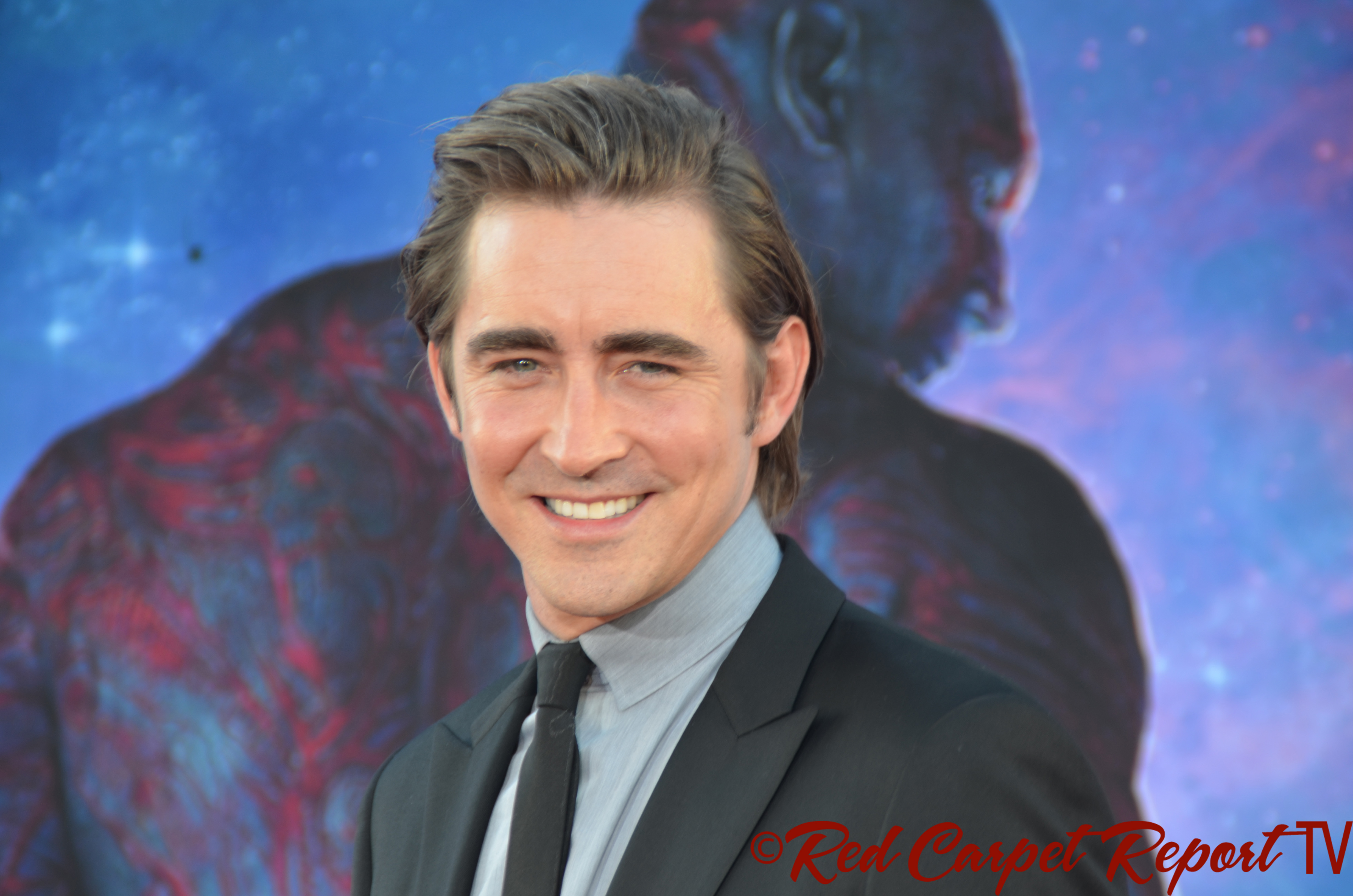
L'acteur Lee Pace interprète Ronan l'Accusateur dans les films Les Gardiens de la Galaxie et Captain Marvel.

Les Kree sont apparus dans les productions liées à l'univers cinématographique Marvel.
Dans le film Les Gardiens de la Galaxie (2014) de James Gunn, le super-vilain extra-terrestre Ronan l'Accusateur est l'accusateur suprême de l’empire Kree. Il cherche à utiliser la puissance de la Gemme du Pouvoir pour détruire la planète Xandar.
Dans le film Captain Marvel (2019) de Anna Boden et Ryan Fleck, les Kree sont en guerre contre l'empire Skrull. Dans ce film, Carol Danvers, enlevée en 1989 sur Terre par les Kree, est utilisée contre les Skrull. En 1995, après avoir découvert la vérité sur sa condition d'humaine, Carol s'efforce de protéger la Terre et les réfugiés Skrull de l'assaut des Kree mené par Ronan l'Accusateur. Carol finit par remporter la bataille à elle seule et mène les Skrull vers une nouvelle planète, en promettant aux Kree qu'elle allait venir pour eux.

### Télévision
- 1998 : Silver Surfer (série d'animation)

- 2010-2012 : Avengers : L'équipe des super-héros (série d'animation)

Dans la série Marvel : Les Agents du SHIELD, les Kree sont liés à la création des Inhumains.
- L'alien bleu, qui est à l'origine du programme T.A.H.I.T.I et de la solution GH325 qui permet la guérison d'agents morts, était un Kree, mort dans des circonstances inconnues[2].
- Le Devin (nom d'un petit obélisque convoité par Hydra et le S.H.I.E.L.D.) est une clé pour ouvrir une cité cachée, elle est d'origine Kree (épisode 9 de la saison 2).
- Alveus, le premier Inhumain a été créé par les Faucheurs Kree. Ils revinrent sur Terre pour détruire Alveus, mais le Premier fut désintégré par Mack et le Deuxième par Alveus. Alveus sera tué plus tard par l'inhumain Lincoln Campbell qui se sacrifie en l'enfermant dans une navette avec lui qui sera détruite par un missile (Saison 3).

D'autres Kree sont apparus dans la série :
- Vin-Tak (saison 2) traquant les Inhumains sur ordre de L'Empire Kree.
- Kasius, sa seconde et amante Sinara, Vicar, Faulnak (frère aîné de Kasius jalousé par celui-ci) et Maston-Dar (garde du corps de Faulnak), ainsi que de nombreux autres soldats Kree, dans le futur en l'an 2091, qui cherchent à soumettre ce qui reste des humains et inhumains stationnés sur ce qui reste de la Terre (saison 5). Vicar est tué par un inhumain, Flint, pour venger son amie Tess qu'il avait tué. Sinara tue Maston-Dar pour s'attirer les faveurs de Faulnak qui est assassiné à son tour par son frère Kasius, pour gagner les faveurs de leur père. Sinara est tuée par Daisy Johnson ; dévasté, Kasius avale un poison dopant pour tenter d'éliminer les membres de SHIELD. Il est vaincu in extremis par Mack grâce à l'arrivée de Jemma.